# Pawliwka (Bohoduchiw)
Pawliwka (ukrainisch Павлівка; russisch Павловка Pawlowka) ist ein Dorf im Nordwesten der ukrainischen Oblast Charkiw mit etwa 1100 Einwohnern (2001).

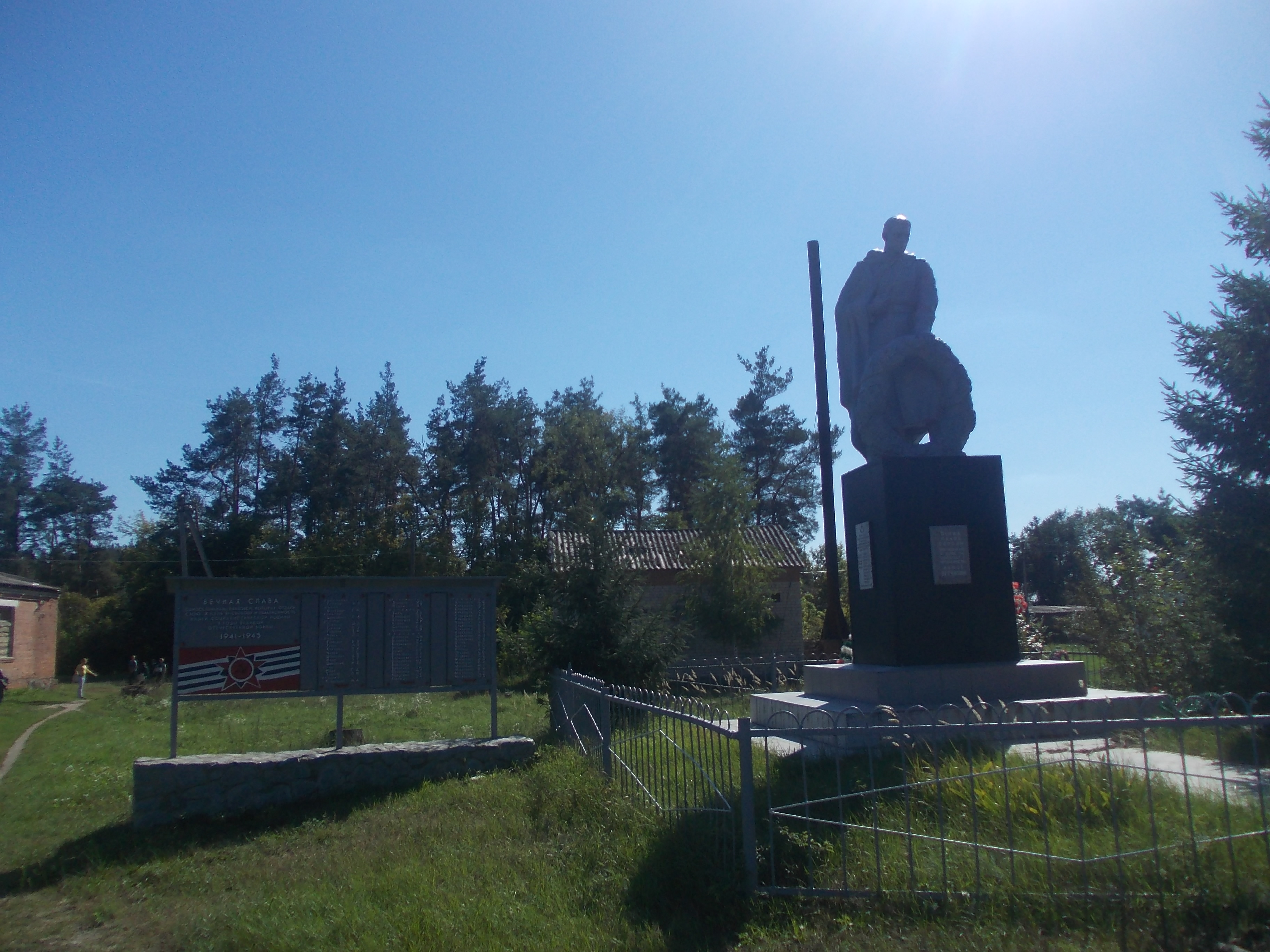
Gefallengrabmal im Ort

Das erstmals 1670 schriftlich erwähnte Dorf (eine weitere Quelle nennt die 1780er Jahre als Gründungsdatum) liegt in der Sloboda-Ukraine auf einer Höhe von 132 m am Ufer der Merla, einem 116 km langen, linken Nebenfluss der Worskla, 7 km westlich vom Rajonzentrum Bohoduchiw und 65 km nordwestlich vom Oblastzentrum Charkiw. Pawliwka besitzt eine Bahnstation an der Bahnstrecke Trostjanez–Ljubotyn. Nördlich vom Dorf verläuft die Regionalstraße P–46.
Am 12. Juni 2020 wurde das Dorf ein Teil der neugegründeten Stadtgemeinde Bohoduchiw, bis dahin bildete es zusammen mit den Dörfern Krutschyk und Myroljubiwka (Миролюбівка) die gleichnamige Landratsgemeinde Pawliwka (Павлівська сільська рада/Pawliwska silska rada) im Zentrum des Rajons Bohoduchiw.

## Persönlichkeiten der Ortschaft
Der Schriftsteller und Literaturkritiker Leonid Wyscheslawskyj (1914–2002) verbrachte einen Teil seiner Kindheit in Pawliwka. In seinem lyrischen Buch „Сковородинівське коло“ (Skoworodyniwske kolo) erzählte er über Pawliwka, seinen Schullehrer sowie über ein Volksmärchen, demnach Hryhorij Skoworoda einst das Dorf besuchte.
Der sowjetische General und Held der Sowjetunion Sergei Jepifanowitsch Schelkowy (Сергей Епифанович Шелковый; 1912–1997) kam in Dorf zur Welt.